# Нюбротен, Ингер Хелене
Ингер Хелене Нюбротен (норв. Inger Helene Nybråten; род. 8 декабря 1960 года, Фагенес) — норвежская лыжница, олимпийская чемпионка, чемпионка мира, победительница этапов Кубка мира.
В Кубке мира Нюбротен дебютировала в 1982 году, в марте 1984 года одержала первую победу на этапе Кубка мира. Всего имеет на своём счету 4 победы на этапах Кубка мира. Лучшим достижением Нюбротен в общем итоговом зачёте Кубка мира является 4-е место в сезоне 1983/84.
На Олимпиаде-1984 в Сараево стала чемпионкой в эстафетной гонке, а также стала 5-й в гонке на 5 км коньком и 11-й в гонке на 20 км классикой.
На Олимпиаде-1988 в Калгари дважды становилась 6-й, в гонках на 5 и 10 км классическим стилем.
На Олимпиаде-1992 в Альбервиле завоевала серебряную медаль в эстафете, кроме того принимала участие ещё в четырёх гонках: 5 км классикой — 5-е место, 30 км коньком — 13-е место, 15 км классикой — 7-е место, гонка преследования — 7-е место.
На Олимпиаде-1994 в Лиллехаммере вновь завоевала серебряную медаль в составе эстафеты, так же стала 7-й в гонке на 30 км классикой и 5-й в гонке на 5 км классикой.
За свою карьеру принимала участие в пяти чемпионатах мира, на которых завоевала одну золотую, одну серебряные и четыре бронзовые медали.